# エロス (小説)
『エロス-もう一つの過去』（エロス もうひとつのかこ）は、広瀬正のSF長編小説。『週刊読売』連載、1971年河出書房新社刊。第56回直木賞候補作。1977年にNHKで単発ドラマとして放送された。

## 概要
ベテラン歌手・橘百合子は、若いころヌードモデルをしていたことがあり、その時、科学者の片桐慎一と愛し合う仲になったが、ついに結ばれることはなかった。老いた2人は再会し、もし2人が結ばれていたらという形でパラレルワールドが語られていく。「エロス」は、片桐が作った歌の題名である。
歌手のモデルは、ヌードモデルをしていた淡谷のり子である。直木賞候補は『マイナス・ゼロ』『ツィス』に続き3回目で、前2作と同様に司馬遼太郎一人が絶賛推奨したが、他の委員の支持を得られず受賞は逃した。この期の直木賞は「該当作品なし」となっている。刊行の翌年、広瀬は急死した。
集英社文庫に収録されて読み継がれている。

## 評価
『オール讀物』1972年4月号に掲載された掲載直木賞の選考委員による選評の概要は以下の通り。
- 源氏鶏太 - 設定にそれほどの必然性が感じられない。『マイナス・ゼロ』『ツィス』を比べるとすっきりしているが、そのぶん軽くなってしまっている。
- 石坂洋次郎 - 惹かれるものに乏しい。
- 司馬遼太郎 - 使われた登場人物、空間、時間のいずれも実験器具の1つであり、作者が実験を行う進行係に過ぎない。実験の進め方が非現実的であっても、遊戯とわりきると面白い。
- 村上元三 - 構成に難がある。結末が平凡。
- 柴田錬三郎 - 『ツィス』と比べると数段劣る。

## もしも・あの時
『もしも・あの時』は単発テレビドラマ。『エロス-もう一つの過去』を原作とし、NHKの土曜ドラマ枠でSFシリーズの一環として1977年4月23日に放送された。
脚本は尾中洋一。演出は和田智充。出演は岡田茉莉子、江原真二郎、夏八木勲、根岸季衣、市地洋子らである。

## 参考
- 『エロス』集英社文庫